# ماريو كلانجير
ماريو كلانجير (بالألمانية: Mario Klinger)‏ (27 ديسمبر 1986 بإسن في ألمانيا - ) هو لاعب كرة قدم ألماني في مركز الوسط. شارك مع منتخب ألمانيا لكرة القدم تحت 18 سنة ومنتخب ألمانيا تحت 20 سنة لكرة القدم. أما مع النوادي، فقد لعب مع روت فايس أوبرهاوزن وروت فايس إيسن وشالكه 04 وفاتنشايد 09 ونادي كايزرسلاوترن ونادي هامبورغ 08 و1. FC Kaiserslautern II ‏ واينتراخت ترير 05 ‏ وFC Kray ‏ ونادي هسن كاسل.

## روابط خارجية
- ماريو كلانجير على موقع قاعدة بيانات كرة القدم.إي يو (الإنجليزية)
- ماريو كلانجير على موقع بيانات كرة القدم. دي إي (الألمانية)
- ماريو كلانجير على موقع Soccerway.com (الإنجليزية)
- ماريو كلانجير على موقع عالم كرة القدم.نت (الإنجليزية)